# Daevid Allen
Daevid Allen (egl. Christopher David Allen) (født 13. januar 1938, død 13. marts 2015) var en australsk guitarist, sanger, komponist og performance-kunstner, der mest var kendt som medstifter af psykedeliske rock-grupper som Soft Machine (i England i 1966) og Gong (i Frankrig i 1970).
Inspireret af de beat-forfattere han havde opdaget, da han arbejdede i en boghandel i Melbourne, rejste Allen til Paris, hvor han boede på Beat Hotel i et værelse, hvor Allen Ginsberg og Peter Orlovsky netop havde boet. Mens han solgte aviser i Latinerkvarteret, mødte han Terry Riley og fik gratis adgang til jazz-klubberne i området. Efter at have mødt William S. Burroughs og være blevet inspireret af Sun Ras filosofi, dannede han en "fri jazz"-gruppe, Daevid Allen Trio.
Allen tog til England og lejede et værelse i Canterbury, hvor han mødte udlejerens søn, den 16-årige Robert Wyatt. Sammen med Kevin Ayers og Mike Ratledge dannede de i 1966 gruppen Soft Machine.
Efter en turne rundt i Europa blev Allen nægtet indrejse i England, fordi han under et tidligere besøg havde opholdt sig længere i landet, end hans visum tillod. Han slog sig ned i Paris, hvor han tog del i studenterurolighederne under Majrevolten 1968. Han delte plysbjørne ud til politiet og læste digte op på dårligt fransk. Han erkender i dag, at han blev set ned på af de andre unge, fordi han var en beatnik.
Under flugt fra politiet endte han på Mallorca sammen med sin kæreste Gilli Smyth. Her indspillede han det første Gong-album med titlen Magick Brother, Mystick Sister. De fik selskab af fløjtespilleren Didier Malherbe, som de hævdede boede i en hule på digteren Robert Graves' ejendom.
I 1971 skrev Gong kontrakt med pladeselskabet Virgin og udgav Camenbert Electrique. Gong udviklede sig til en slags anarkistisk kollektiv 1973-74. Steve Hillage kom med i gruppen i forbindelse med indspilningen af Radio Gnome Trilogy, der bestod af LP'erne Flying Teapot, Angel's Egg og You.
Allen forlod Gong og dannede Planet Gong, efterfulgt af New York Gong i 1980. Flere projekter fulgte, inkl. Invisible Opera Company Of Tibet, Brainville, Ex (ikke at forveksle med den hollandske punkgruppe The Ex) og Magic Brothers.
I 1981 vendte Allen tilbage til Australien, hvor han arbejdede med performance-kunst og lyrik. Han optrådte sammen med performance-kunstneren David Tolley og brugte båndløkker og trommemaskiner. Siden deltog han i et projekt ved navn you'N'gong sammen med sønnen Orlando, samt medlemmer af Acid Mothers Temple.